# Тайллепьер, Карл
Карл Тайллепьер — французский прыгун тройным.
На олимпийских играх 2004 годах занял 42-е место в квалификации. Занял 5-е место на чемпионате мира 2005 года. На соревнованиях Meeting Areva 2009 года занял 8-е место с результатом 16,30 м.
Личный рекорд в прыжке в длину на стадионе — 7,79 м, в помещении — 7,79 м.